# 原子炉安全性研究炉
原子炉安全性研究炉（英語: Nuclear Safety Research Reactor, NSRR）は、日本原子力研究開発機構が運転する研究用原子炉である。原子力科学研究所（茨城県東海村）に設置されている。

## 概要
原子力事故に近い状態を疑似的に再現することで、より安全な原子炉の構造や素材、運転方法、新しい核燃料による影響などを研究する。燃料はウラニウムとジルコニウムの合金を用いている。
NSRRは、米国ゼネラル・アトミックス社製のTRIGA‐ACPR型（Annular Core Pulse Reactor：円環炉心パルス炉）と呼ばれる型式の研究用原子炉。原子炉の出力上昇により燃料の温度が上昇した際に出力を下げようとする性質（負のフィードバック特性）を燃料自身が備えており、NSRRでは短時間だけ高い出力を得るパルス出力運転が可能で、安全に反応度事故を模擬することが出来る。1975年6月の初臨界以来、30年以上にわたって順調に運転を続けており、これまで3154回のパルス運転、1350回の燃料照射実験を実施した。当初は、未照射燃料の照射試験を行っていたが、1989年からは照射済燃料（発電用原子炉等で照射され、燃焼の進んだ燃料）の照射試験を開始し、現在は照射済燃料の試験が中心になっている。
東日本大震災に伴う福島第一原子力発電所事故の影響で厳格化された日本の原子力施設の新安全基準に基づく原子力規制委員会の審査を2017年12月に合格し、2018年6月28日に再稼働した。
水深約9mの上端開放型プールの底に据え付けられていて水の層が放射線遮蔽の役割を持つため、運転中の原子炉を直接見ることが可能。パルス運転時に発生するチェレンコフ光（チェレンコフ効果）を目視できる。
炉心は、149本の燃料棒と11本の制御棒で構成されていて、炉心有効高さ約38cm、炉心等価直径約63cmである。
照射済燃料実験により、長期間使用された燃料（高燃焼度燃料）では未照射燃料とは全く異なるメカニズムで破損が発生し、その条件とメカニズムが判明した。近年ではより長期間使用されたウラン燃料や発電用原子炉で使用されたウラン-プルトニウム混合酸化物燃料（MOX燃料）を対象とした実験を行う。

## 仕様
- 型式:円環炉心パルス炉
- 熱出力:
  - パルス運転時の最高出力は約21,000M
  - 定出力運転時の最高出力は300kW